# Pseudoleskeella laxiramea
Pseudoleskeella laxiramea là một loài Rêu trong họ Leskeaceae. Loài này được (Schiffner) Broth. miêu tả khoa học đầu tiên năm 1925.